# Hans Bergen (Schauspieler)
Hans Bergen, auch Hanns Bergen, (* 9. September 1902 in Salzburg; † 13. April 1967 ebenda) war ein österreichischer Schauspieler.

## Leben
Zwischen 1925 und 1931 (?) spielte er in der Musikrevue Gold in Alaska. Bei den Salzburger Festspielen verkörperte er 1932 bis 1934 den Babekan im Oberon, 1935 und 1936 den Spielansager im Jedermann, sowie 1939 den Holzapfel in Viel Lärm um Nichts. Im März 1940 erhielt er, damals Mitglied des Salzburger Stadttheaters, als Anerkennung für seine Bemühungen um den Anschluss Österreichs an Hitler-Deutschland die Medaille zur Erinnerung an den 13. März 1938.
1955 spielte er den Wirt in Herbert B. Fredersdorfs Spielfilm Die Sennerin von St. Kathrein, der international unter dem Titel The Cowgirl of Saint Catherine bekannt wurde.